# 四汴頭
四汴頭，是台灣新北市板橋區的一個地名，範圍為今大致包括重慶里、信義里、廣福里、和平里及五權里。
位處板橋、中和、土城三區交界要道。北與板橋後埔地區相鄰，東臨中和穗和地區，西臨土城廣明街商圈，南邊則為土城清水地區。其轄內重慶黃昏市場、國慶黃昏市場亦為板橋著名市場。

## 歷史
台灣清治末期至日治前期，四汴頭為一街庄，稱為「四汴頭庄」，隸屬於擺接堡。員林庄北與後埔庄為鄰，東與員山仔庄為鄰，南邊為廷藔坑庄、清水坑庄，西邊為柑林陂庄。
1920年（日治大正九年），改制為「四汴頭」大字，隸屬於台北州海山郡板橋庄（後改制為板橋街）。戰後板橋街改制為板橋鎮，隸屬於台北縣，大字亦改制為里。其後板橋鎮先後改制為板橋市、板橋區。由於人口增加，如今四汴頭地區已細分為5個里。

## 學校
四汴頭地區由北至南有重慶國中、豫章工商、重慶國小等學校。

## 政府單位
- 新北市政府警察局板橋分局信義派出所
- 板橋國慶郵局
- 新北市立圖書館板橋忠孝分館

## 公園
- 信義公園
- 五權公園
- 仁愛兒童公園
- 忠孝公園
- 廣福公園

## 市場
- 重慶黃昏市場
- 國慶黃昏市場

## 重要設施
- 中華電信板橋IDC暨雲端資料中心
- 板新駕訓班

## 交通
- 本區與楠子地區共用台北捷運板南線（南雅南路地下），並設有亞東醫院站。鄰近居民可由此路線及相關路網快速前往大台北地區各地，或至板橋車站、台北車站轉搭高鐵、台鐵或客運前往全台各地。
- 北89線（信義路）亦為串聯板橋與土城清水地區之交通要道。